# Cleora solita
Cleora solita là một loài bướm đêm trong họ Geometridae.